# Asclepias linaria
Asclepias linaria là một loài thực vật có hoa trong họ La bố ma. Loài này được Cav. mô tả khoa học đầu tiên năm 1791.

## Hình ảnh

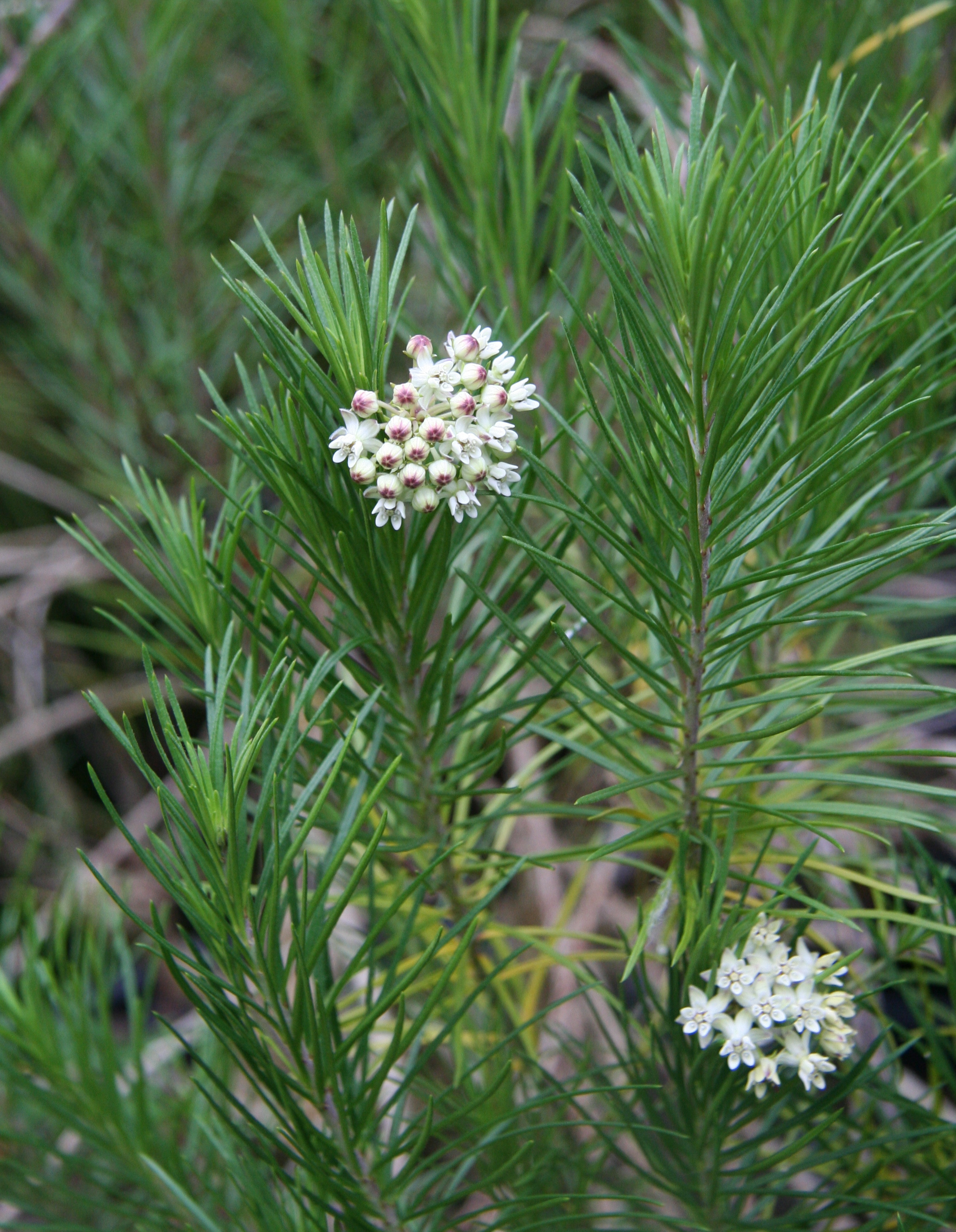
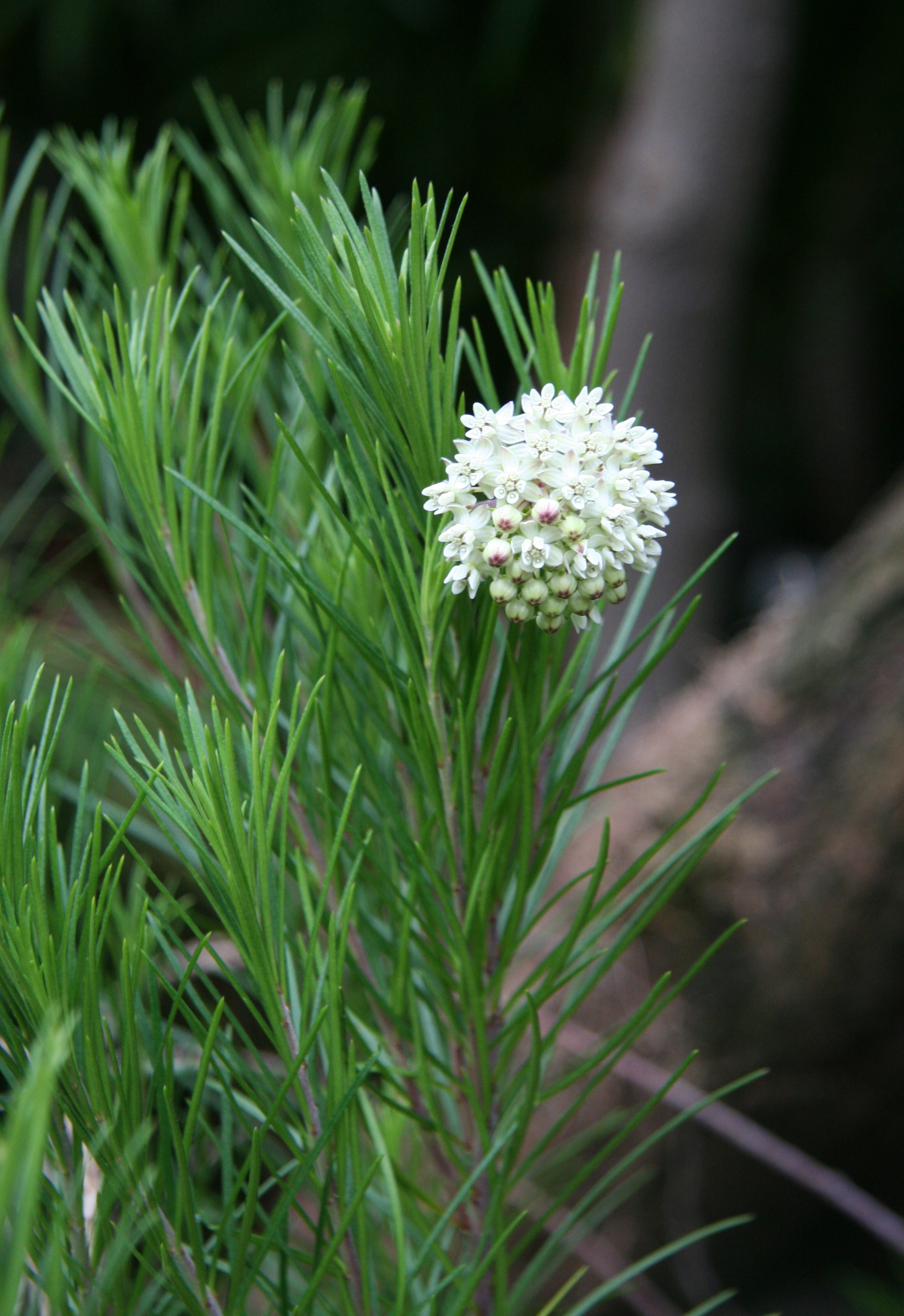
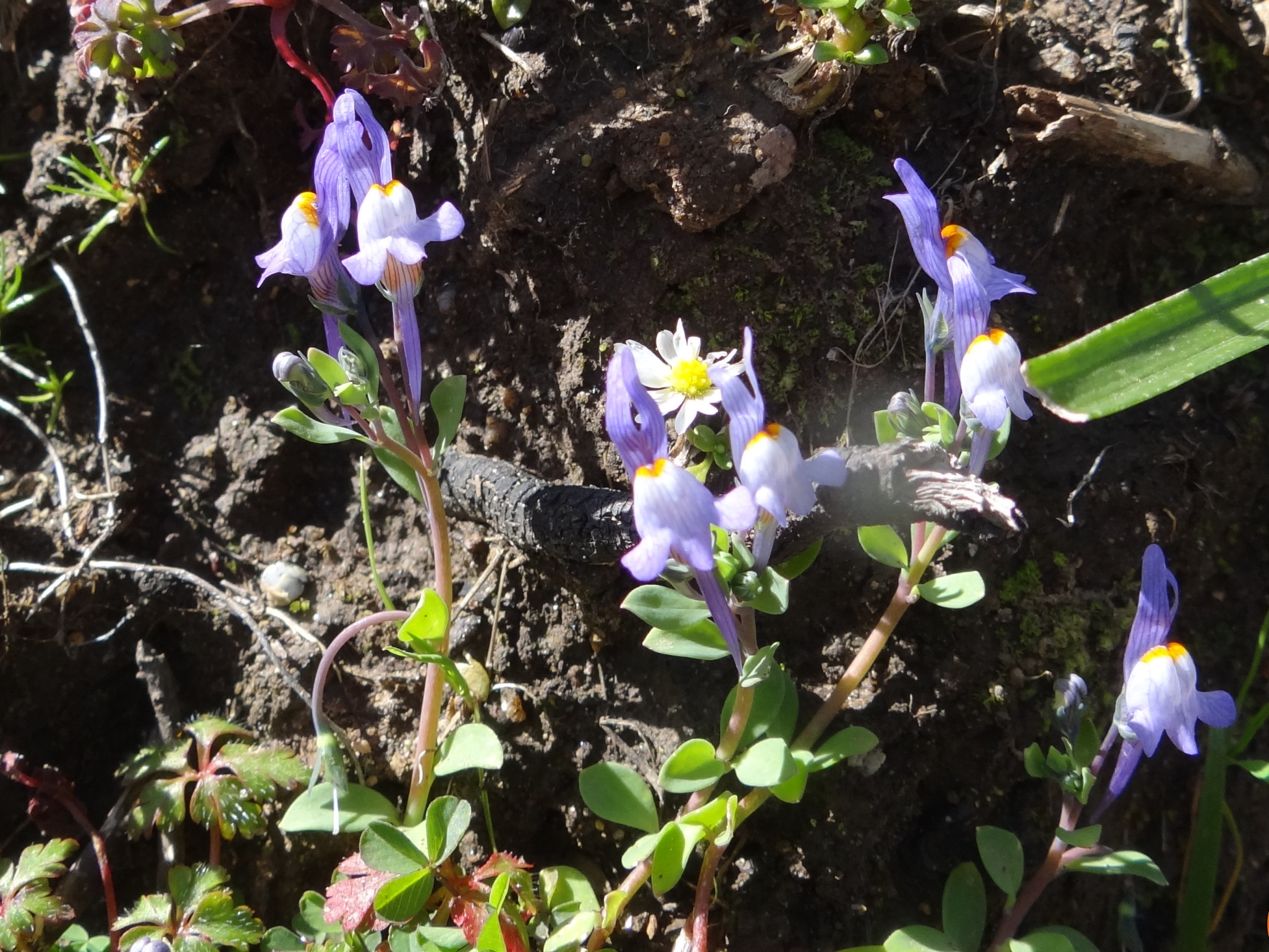